# Annemarie Sanders
Annemarie Sanders, född den 3 april 1958 i Koog aan de Zaan i Nederländerna, är en nederländsk ryttare.
Hon tog OS-silver i lagtävlingen i dressyr i samband med de olympiska ridsporttävlingarna 1992 i Barcelona.